# SuperH

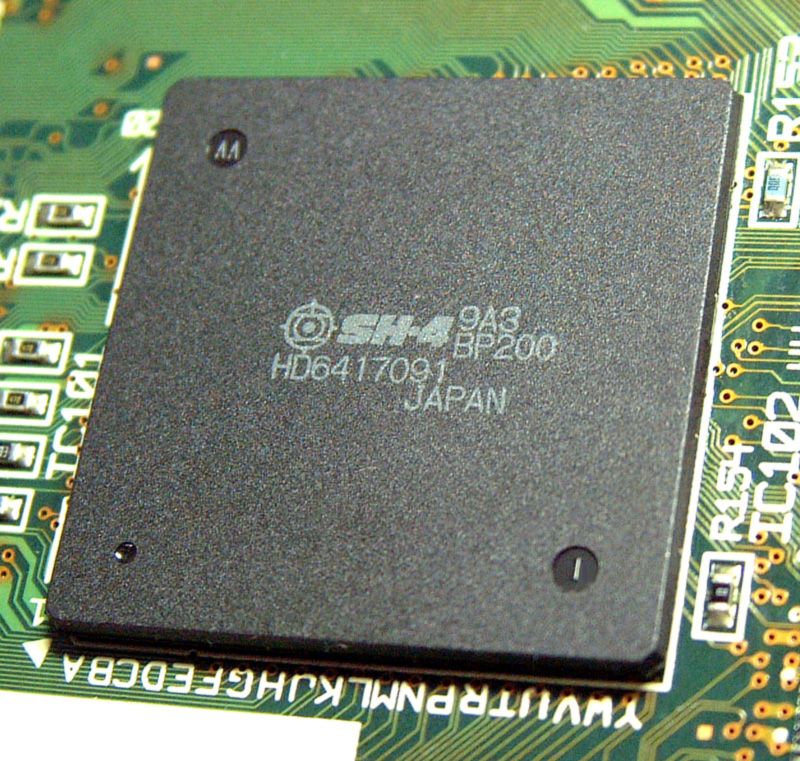
SH-4 SH7091

SuperH (или SH) — название микропроцессорной и микроконтроллерной архитектуры, являющееся торговой маркой. В основе SuperH лежит 32-разрядная RISC-архитектура, используемая в большом количестве встраиваемых систем.
Процессорное ядро SuperH было разработано компанией Hitachi в начале 1990-х годов и к 1995-му стало 3-й архитектурой по количеству поставленных ядер. Многие микроконтроллеры и микропроцессоры основаны на этой архитектуре. Возможно, наиболее известным применением процессора SH7709 является КПК HP Jornada, работающий под управлением операционной системы Windows CE.
Hitachi разработала полную систему команд, общую для всех поколений процессорных ядер. Первоначально SH-1 и SH-2 использовались в игровой приставке Sega Saturn, а позже во многих других микроконтроллерах, применявшихся в различных встраиваемых системах. Например, в ПЛК DirectLogic от компании Koyo микропроцессоры поколения SH-1 используются в качестве основного. Эти ядра использовали 16-разрядную систему команд, при этом регистры и адреса были 32-разрядными, что обеспечивало превосходную плотность кода. Это было важно, так как в то время оперативная память была очень дорогой.
Несколькими годами позже было разработано ядро SH-3 путём расширения изначальных ядер, в основном за счёт использования другой концепции обработки прерываний, контроллера памяти и модифицированной концепции работы кеш-памяти. Ядро SH-3, имеющее расширенную систему команд, включающую команды цифровой обработки сигналов, называлось SH-3-DSP. С расширенными адресом для эффективной цифровой обработки сигналов и специальными аккумуляторами это ядро объединяло в себе функции RISC и DSP-процессоров. Подобная эволюция также произошла и с изначальным ядром SH-2, которое в этом случае получило название SH-DSP.
Следующим поколением стали процессоры с ядром SH-4. Они применялись в конце 1990-х годов, например, в игровом автомате Sega NAOMI, игровой приставке Sega Dreamcast и субноутбуке Compaq Aero 8000. Центральный RISC-процессор Hitachi SH-4 работал на частоте до 200 МГц. Среди основных особенностей архитектуры SH-4 можно назвать наличие двух вычислительных блоков с модулем суперскалярного ветвления и ещё одного параллельного блока вычислений для векторных операций с плавающей точкой.
Архитектура SH-5 подразумевала работу процессора в двух режимах. Первый из них — режим совместимости с SH-4 — носил название SHcompact, новый — SHmedia — режим использовал 32-битный набор команд, включавший SIMD-инструкции, и 64 64-битных регистра.
Очередной этап эволюции архитектуры прошел в 2003 году — когда на основе ядер SH-2 и SH-4 было разработано суперскалярное ядро нового поколения — SH-X.
На сегодняшний день[когда?] поддержкой и развитием архитектуры, процессорного ядра и выпуском конечных продуктов на их основе занимается компания Renesas Electronics, образовавшаяся в результате слияния полупроводниковых подразделений компаний Hitachi и Mitsubishi.
Существует инициатива (при участии Renesas) по созданию открытых процессорных ядер с архитектурой SH, в частности ядра J2 для FPGA и ASIC (исходный код опубликован в 2015 году). Последние патенты на SH2 истекли в 2014 году, а на SH4 – в 2016 году. Для платформы реализованы различные компиляторы и подготовлена версия ОС μClinux.